# Cephalocera caffrariensis
Cephalocera caffrariensis är en tvåvingeart som beskrevs av Hesse 1969. Cephalocera caffrariensis ingår i släktet Cephalocera och familjen Mydidae. Inga underarter finns listade i Catalogue of Life.